# Hermann Gaisbichler
Hermann Gaisbichler (* 22. Mai 1899 in Altaussee, Steiermark; † 1. März 1970 in Salzburg, Salzburg) war ein österreichischer Politiker (ÖVP).

## Leben
Hermann Gaisbichler besuchte nach der Volksschule eine Bürgerschule in Saalfelden am Steinernen Meer. Danach kam Gaisbichler nach Tirol, wo er in Hochfilzen ein neues Zuhause fand. Hier wurde er Geschäftsführer in der Firma seines Vaters, eines Schotter und Zement produzierenden Unternehmens.
Gaisbichlers politische Karriere begann 1928, als er in den Gemeinderat von Hochfilzen gewählt wurde. Von 1935 bis 1938 amtierte er erstmals in der Funktion des Bürgermeisters seiner Heimatgemeinde. Nach dem Zweiten Weltkrieg wurde er 1945 erneut als Bürgermeister vereidigt. Er war es bis 1946. Nach zehnjähriger Unterbrechung wurde Gaisbichler 1956 erneut Ortsvorsteher. Er war es bis 1962.
Von 1957 bis 1961 saß Gaisbichler als Abgeordneter der ÖVP im Tiroler Landtag. Dieser war es auch, der ihn im November 1961 in den Bundesrat nach Wien entsandte. Als Bundesrat war er nur ein Jahr, bis November 1962, tätig.